# Polioximetilén
A polioximetilén, vagy más néven poliacetál, (vagy rövidítve POM) egy szintetikus, úgynevezett műszaki műanyag. Műszaki tulajdonságainak alapjai, hogy hőre lágyuló (részben kristályos) műanyagként könnyen feldolgozható és kémiai szerkezetéből adódóan nagyfokú a kristályosodásra való hajlama. Gyakran felhasználják műanyag fogaskerekek és siklócsapágyak alapanyagaként. Hermann Staudinger Nobel-díjas német vegyész fedezte fel az 1920-as években.